# 정숙경
정숙경(1954년 3월 15일 ~)은 대한민국의 성우이다. 1976년 MBC CM에 입사했으며, 현재는 MBC CM 2기이다. 문화방송 성우극회 소속.

## 주요 출연작품

### 애니메이션
- 꿀벌의 친구 (MBC)

### 영화
- 은빛 안장 (MBC) - 실바(리시니아 렌티니)
- 허리케인 (MBC) - 티타(쿨레이 드 크레쿠)
- 톨 걸 - 하퍼, 리즈

### 안내 음성
- 서울지하철 진입방송 안내 방송
- 서울도시철도공사 안내 방송

### 광고
- 신동아화재 마이라이프보험
- 한미약품 에코론지
- 한샘 수능모의고사골드
- 시사영어사 시사유학정보
- 대우전자
- 내외경제연구소 공무원및
- 대성학원 대성학원입시가이드
- 태평양익스프레스
- 한국P&G 리조이스
- 엑스포과학공원